# Калинівка (Верхівцівська міська громада)
Кали́нівка (МФА: [kɐˈɫɪɲiu̯kɐ] ( прослухати)) — село в Україні, у Кам'янському районі Дніпропетровської області. Населення за переписом 2001 року складало 85 осіб. Входить до складу Верхівцівської міської громади.

## Географія
Село Калинівка знаходиться біля залізничної станції Гранове, примикає до села Дубове. У селі бере початок Балка Рибкіна з загатою.

## Населення

### Мова
Розподіл населення за рідною мовою за даними перепису 2001 року:
| Мова            | Відсоток |
| --------------- | -------- |
| українська      | 89,4 %   |
| російська       | 9,4 %    |
| інші/не вказали | 1,2 %    |

## Економіка
- Кар'єри з видобутку комплексних титанових руд (ільменіт, циркон) відкритим способом.